# 6番街 (マンハッタン)
座標: 北緯40度44分34秒 西経73度59分34秒 / 北緯40.742893度 西経73.992792度

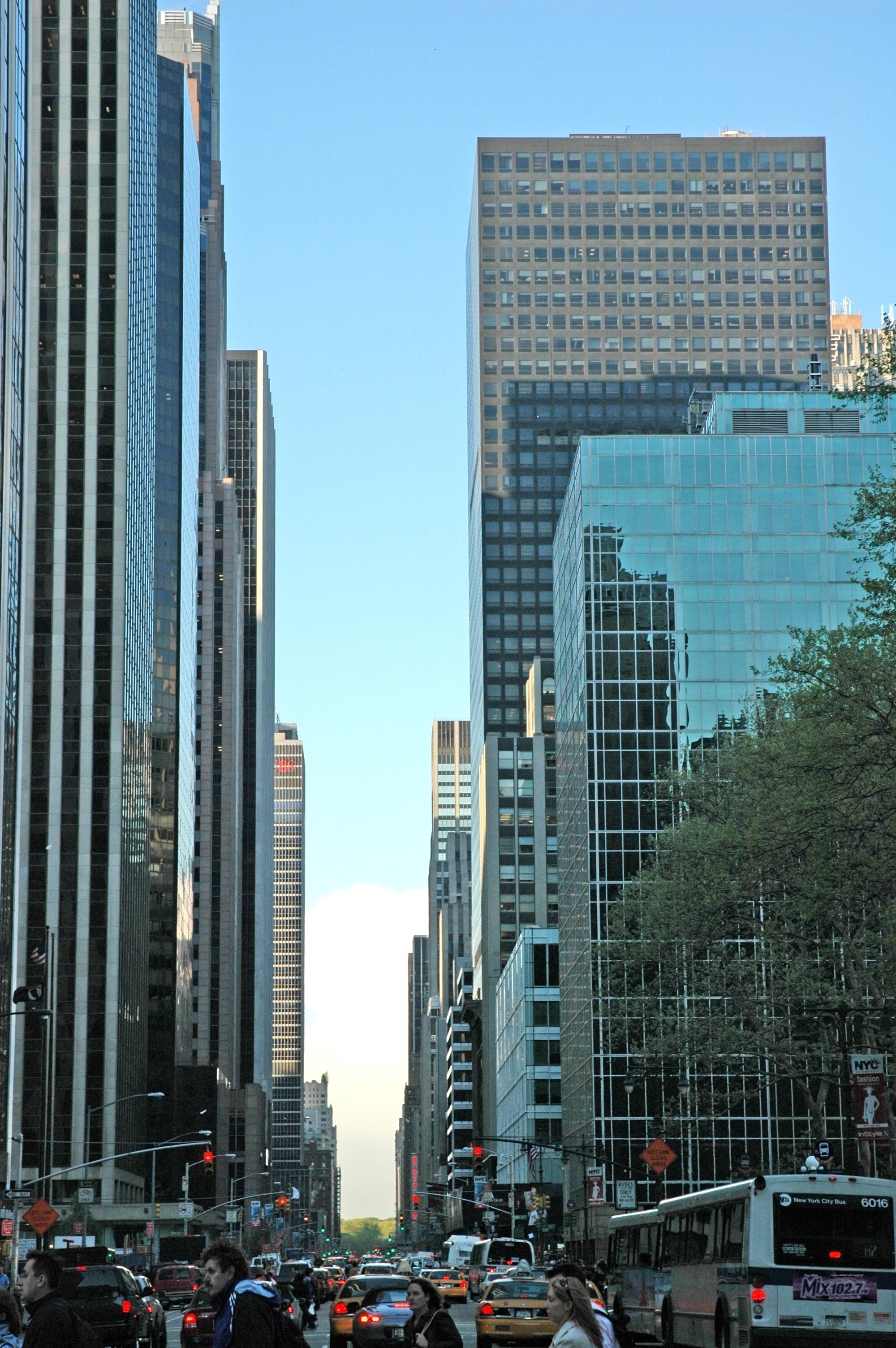
40丁目からセントラルパークを見た様子。6番街には、インターナショナル・スタイル・ビルの「超高層ビルの路地」がある。

6番街（Sixth Avenue）は、ニューヨーク市マンハッタン区を走る通り（アヴェニュー）である。公式には、アベニュー・オブ・ザ・アメリカス（Avenue of the Americas）と呼ばれるが、この名称はニューヨーカーの間では滅多に使用されていない。
南から北向きに、あるいはアップタウンに向けて走っている。通り界隈は商業施設が軒を並べる。

## 概要
6番街は、キャナル・ストリートより4ブロック南の、トライベッカにあるフランクリン・ストリートから、北向きのチャーチ・ストリートを西に分岐して始まり、キャナル・ストリートまで支線のような形で走る。ここから6番街は、ソーホーとグリニッジ・ヴィレッジを横断し、おおまかにチェルシーからフラットアイアン・ディストリクトとノーマッドを分割、さらにミッドタウンのガーメント・ディストリクトとシアター・ディストリクトを通る。
6番街の北端はセントラルパーク・サウスであり、セントラル・パーク内の通りたるセンター・ドライブへのアーティスト・ゲートに隣接する。セントラル・パーク内イースト・ドライブを経て同パーク北側に接続する6番街の通り箇所は、1887年にレノックス・アベニュー (en) に改名され、1987年にはマルコムX・ブルバードとの二重命名となった。この名称は、ときどき混乱させられる。

## 歴史

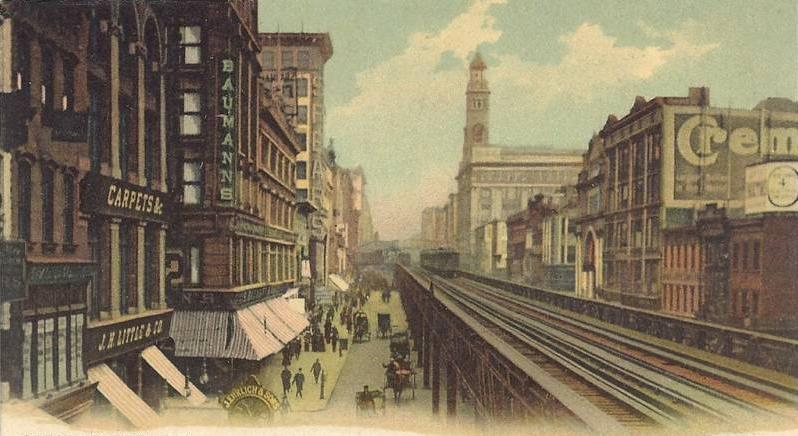
14丁目から北を見た右の6番街線と併走する1905年の6番街

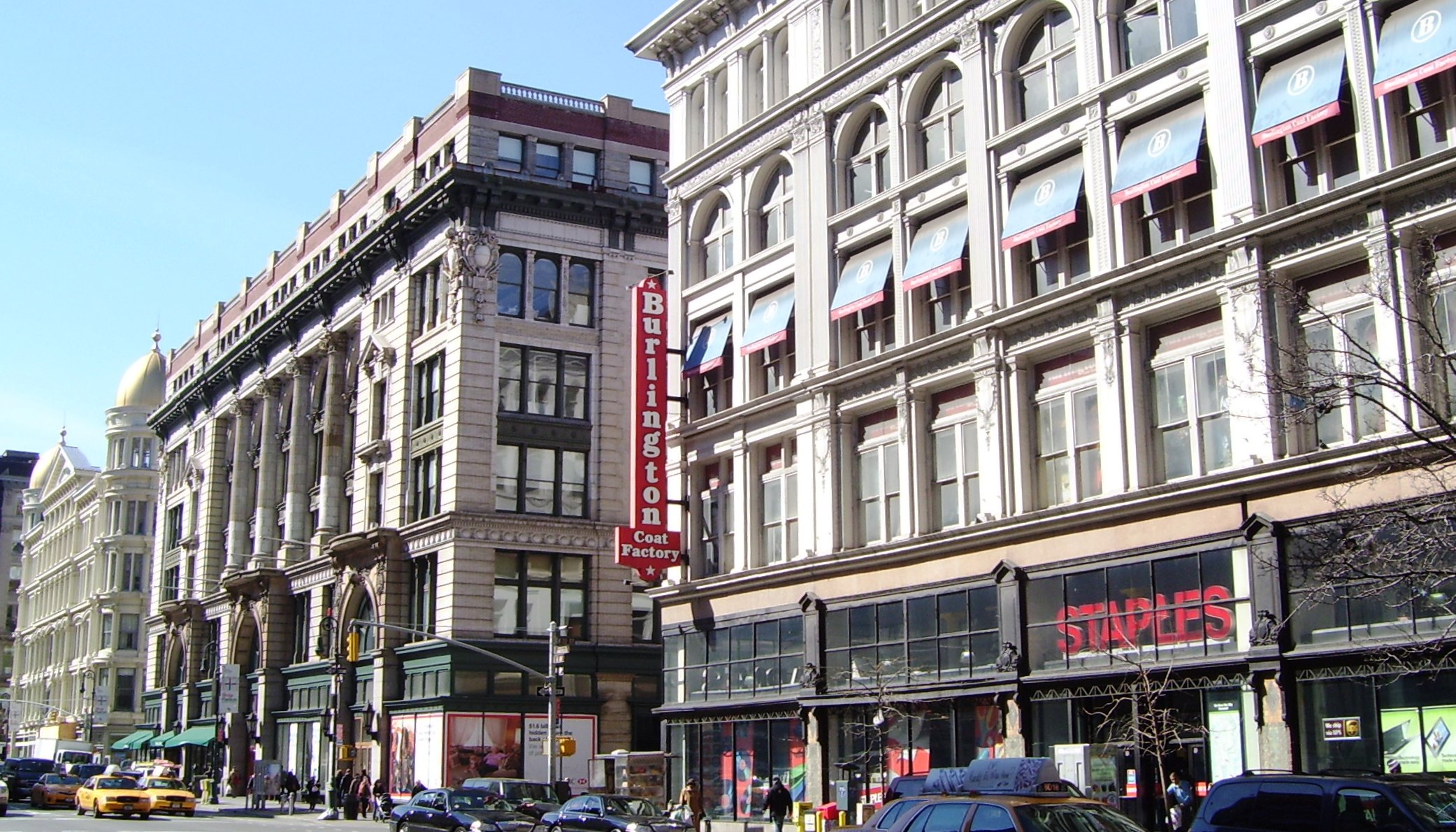
6番街沿いに繁栄した歴史的レディーズ・マイル商業地区は、市で最大の小売地のいくつかを後に残した。建物は数十年間使われていなかったが、1990年代から再使用されている

1811年委員会計画により6番街が計画された。
高架鉄道の6番街線が1878年に建設されたことにより、6番街が暗くなり、不動産価格が下がった。高架鉄道はグリニッジ・ヴィレッジに始まり、1938年から1939年にかけて段階的に南下した。
本来、6番街の南端は、グリニッジ・ヴィレッジのカーマイン・ストリートとして設計された。この地点から通りを南へ拡張する提案は、より簡単にロウアー・マンハッタンへアクセスできるようにするため、早くも1860年代中頃には、下院議会で議論された。南への拡張は、ホランドトンネルの交通を緩和するため、1920年代中頃に行われ、8番街線が延長して、チャーチ・ストリートの北端近くで、ロウアー・マンハッタンからのこの4車線の道路に接続した。
拡張工事は、居住者たちにかなりの混乱を引き起こした。歴史家の1人は次のように語った。「1万人が引っ越した。このうちのほとんどが、アメリカに他の家を持たなかったイタリア人だ」。ニューヨークの雇用推進局職員は、「影響のない道路」、名残の少ない場所に面する道路の拡張が白紙のまま行われたといった。。もともとのポンペイ聖母マリア教会を含む多くの建物が壊された。
1973年4月3日には、モトローラのエンジニアであるマーティン・クーパーが6番街の路上で世界で初めて携帯電話の通信実験に成功した。

### 改名
道路の公式名称は、1945年、市議会でフィオレロ・ラガーディア市長が強要し、アベニュー・オブ・ザ・アメリカスに改名された。彼は1945年10月2日、法案に署名し、法律として承認した。米州機構の国家を尊敬する意図があった。また、見窄らしい名前の通りに壮大な名称を付け、西半球との貿易を促進する狙いがあった。改名後、OASの全ての国家のシールが貼られた標識が、道路の街頭に付けられた。

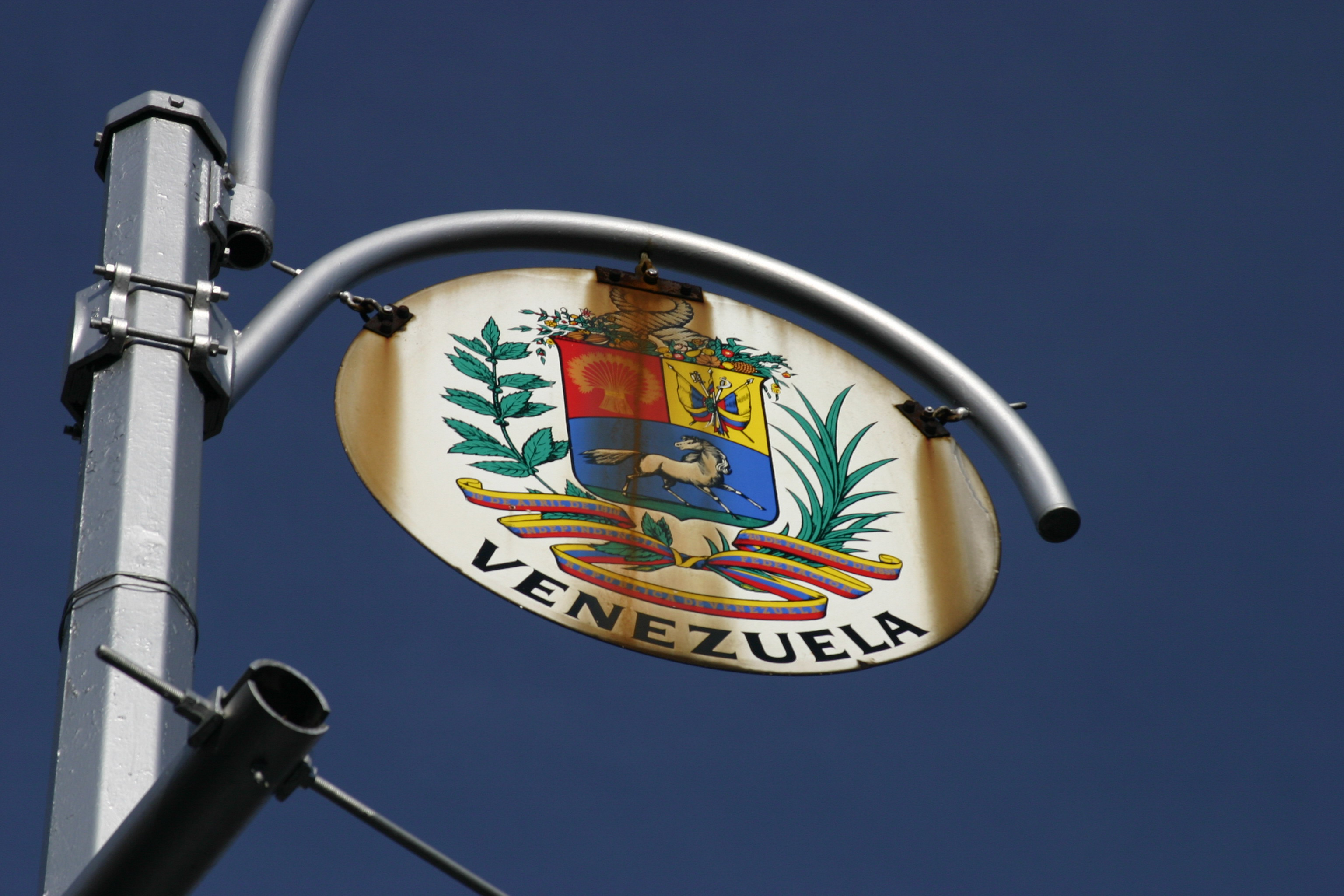
ベネズエラの標識

6番街の高架鉄道の廃止により、ミッドタウンの急速な商業開発が行われた。1960年代から、道路には、会社の入ったインターナショナル・モダニスト・スタイルのガラス張りのタワーがほとんど途絶えることなく、42丁目付近に建設された。建設された建物の中には、52丁目の下から上まで花崗岩でつくられたことから「ブラック・ロック」と呼ばれるエーロ・サーリネンのCBSビルディング（1965年）がある。これは、彼の設計した唯一の超高層ビルである。
1957年3月10日、6番街は、ブロードウェイと交わるヘラルド・スクエアより北は、一方通行となった。道路の残りも、1963年11月10日に同様となった。
1970年代中頃、街頭と新しい歩道をペイントし直し、レンガの横断歩道を追加して、通りを「小綺麗に」した。さらに追加された特別照明は、珍しい。
ニューヨーカーは、新しい道路の名を滅多に使用しなかった。また、近年、通りの名は「アベニュー・オブ・ザ・アメリカス」と「6番街」の両方であるとされた。国の紋章が書かれたほとんどの標識は、1990年代の終わりまでに撤去されたが、残りの標識が展示されている。

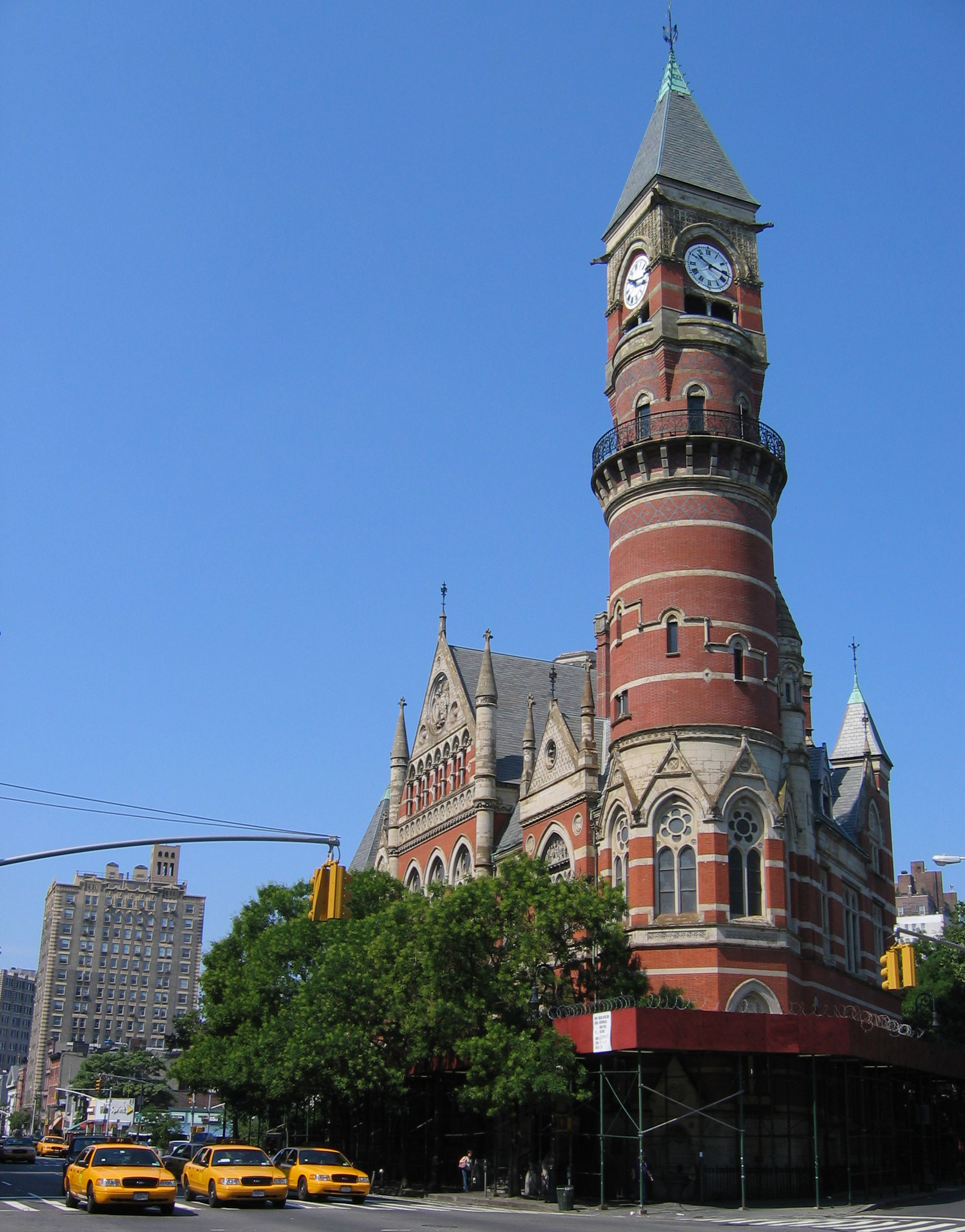
グリニッジ・ヴィレッジのジェファーソン・マーケット図書館

## 有名なビルとイベント
6番街には、次のようなものがある。フアン・パブロ・ドゥアルテ・スクエア、グリニッジ・ヴィレッジを含み、ゴシック・リヴァイヴァル建築のジェファーソン・マーケット裁判所のあるジェファーソン・マーケット図書館。18丁目から23丁目にわたるレディーズ・マイル歴史地区の1880年から1900年にかけてのデパート。以前の大規模なフラワー・ディストリクト。メイシーズ・デパートのある34丁目のヘラルド・スクエア。40丁目から42丁目にかけてのブライアント・パーク。42番街には、次のようなビルがある。バンク・オブ・アメリカ・タワー、W・R・グレース・ビル、国際写真センター、ロックフェラー・センター — タイム＝ライフ・ビル、ニュー・コープ・ビル、エクソン・ビル、マグロウ＝ヒル・ビル、ラジオシティ・ミュージックホールを含む。
6番街では、グリニッジ・ヴィレッジのヴィレッジ・ハロウィーン・パレード、ミッドタウンのドミニカン・デイ・パレードが行われる。

## 公共交通機関
6番街には、ニューヨーク市地下鉄IND6番街線（    系統）が走っている。また、9丁目から32丁目の地下には33丁目駅を終点とするジャーナル・スクエア/ホーボーケン発のPATHが走っている。